# 萩反射爐
萩反射爐（日语：／ Hagi Hansharo */?），是位於日本山口縣萩市一座煉鐵用反射爐的遺跡，被指定為日本的國家史蹟。萩反射爐是九州、山口的近代化工業遺產群的一部分，也為世界遺產明治工业革命遗迹：钢铁、造船和煤矿的組成部份。

## 外部連結
- 萩市の資産 萩反射炉 （页面存档备份，存于） - 萩市
- 萩反射炉 （页面存档备份，存于） - ぶらり萩あるき（萩市観光協会）
- 萩反射炉 - 九州・山口の近代化産業遺産群 世界遺産登録推進協議会ウェブサイト
- 萩反射炉 （页面存档备份，存于） - 国指定史跡完全ガイド（コトバンク）